# Fruminův dům
Fruminův dům (hebrejsky בית פרומין‎, Bejt Frumin), též znám jako starý Kneset, je třípatrová budova v ulici Krále Jiřího v centrální části Jeruzaléma v Izraeli. V letech 1950 až 1966 byla dočasným sídlem izraelského parlamentu (Knesetu) do doby, než bylo postaveno jeho trvalé sídlo ve čtvrti Giv'at Ram. Následně byla budova využívána různými vládními úřady, naposledy zde sídlilo ministerstvo turistiky. V roce 2002 byla prodána soukromému investorovi, který na jejím místě chtěl vybudovat výškový dům. Proti tomu protestovala rada památkové ochrany, načež Kneset v roce 2010 schválil zákon, kterým budovu vyvlastnil za náhradu. V sídle bývalého parlamentu by mělo vzniknout muzeum Knesetu.

## Galerie

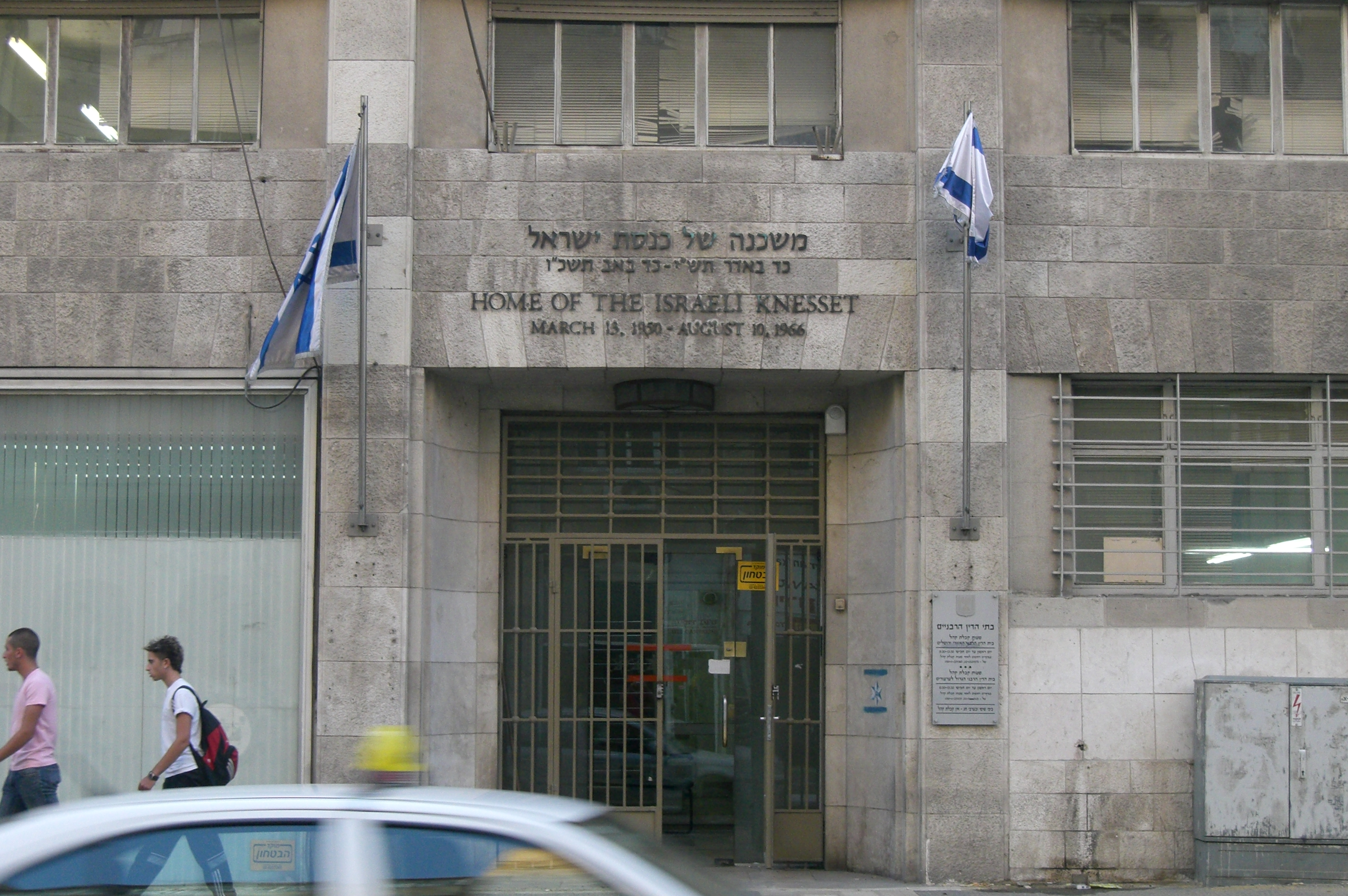
Vchod do Fruminova domu
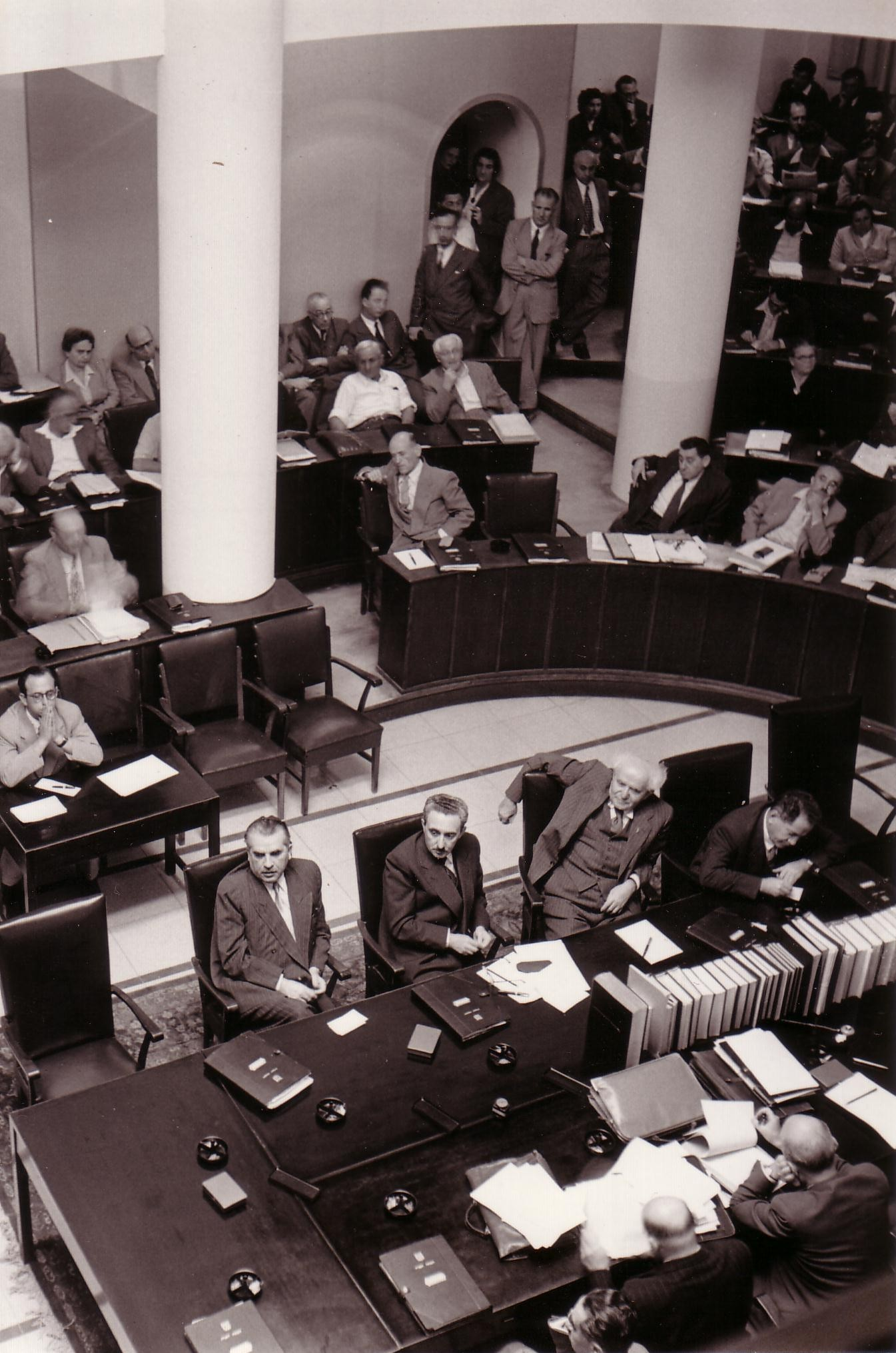
Schůze parlamentu, 1952